# Laghi dell'Asia
Questa è una lista dei 30 laghi più grandi dell'Asia in ordine di superficie:
| Nome                   | Superficie (km2) | Stati                                               |
| ---------------------- | ---------------- | --------------------------------------------------- |
| Mar Caspio             | 371000           | Russia, Azerbaigian, Iran, Turkmenistan, Kazakistan |
| Baikal                 | 31500            | Russia                                              |
| Balqaš                 | 18200            | Kazakistan                                          |
| Lago d'Aral            | 17650*           | Kazakistan, Uzbekistan                              |
| Ysyk-Köl               | 6200             | Kirghizistan                                        |
| Lago di Urmia          | 5800             | Iran                                                |
| Zajsan                 | 5000             | Kazakistan                                          |
| Tajmyr                 | 4560             | Russia                                              |
| Chanka                 | 4400             | Cina, Russia                                        |
| Qinghai                | 4000             | Cina                                                |
| Lago di Van            | 3738             | Turchia                                             |
| Uvs Nuur               | 3350             | Mongolia                                            |
| Dongting               | 3100             | Cina                                                |
| Hôvsgôl Nuur           | 2760             | Mongolia                                            |
| Alakol                 | 2650             | Kazakistan                                          |
| Lop Nur                | 2500             | Cina                                                |
| Hulun Nur              | 2400             | Cina                                                |
| Tai Hu                 | 2240             | Cina                                                |
| Chany                  | 2010             | Russia                                              |
| Hawr al Hanmar         | 1950             | Iraq                                                |
| Namak                  | 1800             | Iran                                                |
| Poyang                 | 1800             | Cina                                                |
| Tonle Sap              | 1800             | Cambogia                                            |
| Lago Salato (Tuz Gölü) | 1700             | Turchia                                             |
| Siling                 | 1600             | Cina                                                |
| Buhayrat ath Tharthar  | 1500             | Iraq                                                |
| Nam Co                 | 1500             | Cina                                                |
| Hjargas nuur           | 1420             | Mongolia                                            |
| Har-Us nuur            | 1400             | Mongolia                                            |
| Lago Sevan             | 1400             | Armenia                                             |

- Dato basato su una stima del settembre 2004